# Моргун Федір Овксентійович
Феді́р Овксе́нтійович Моргу́н (* 28 травня (10 червня) 1910, Ярославець, Кролевецький район, — † 4 травня 1990) — перший відповідальний секретар Черкаської обласної організації Спілки письменників, перший лауреат премії імені Василя Симоненка, поет і перекладач. Нагороджений орденом «Знак пошани», Почесною грамотою Президії ВР УРСР.

## Життєпис
Закінчив Гухівський торговельно-економічний технікум, отримав направлення на Донбас. Поетичне формування відбувалося в 1930-х роках на Донбасі. Закінчив Московський літературний інститут ім. О. М. Горького.
В часі війни був одним із керівників евакуаційної комісії міста Красноармійська Сталінської області. Евакуювалися в Фергану, де працював у обласній газеті «Ферганська правда». 1943 року призваний до лав РА. Служив у складі виведеного із зони бойових дій Гомельського піхотного училища.
З 1945 по 1972 рік працював в Казахстані — у пресі, був секретарем правління Спілки письменників Казахстану; писав українською і російською мовами. Був редактором журналу «Радянський Казахстан».
Автор збірок: «Білі хмари», «Веселка над степом», «Спорідненість».
Опублікував в тому часі російськомовні поетичні збірки «Белые облака», «Память», «Славлю труд», «Снег тает», «Свет земли».
Перекладав твори казахських письменників російською та українською мовами.
У 1972 році повернувся до України, жив та працював у Черкасах.
З цього часу виходять поетичні збірки українською мовою: «Довіра», «Усміхнися, земле, мені», «Силуети», й російською — «Родство», «Стихотворения», у 1980 році — двомовна книга вибраного «Час віддарунку».
Також його твори входили до складу поетичних збірників «Дніпрові зорі», «З висоти поля», «Поезія».
У 1986 році за збірки поезій «Довіра», «Зимові яблука», «Усміхнися, земле, мені» Ф. Моргуну присуджено обласну літературно-мистецьку премію імені В. Симоненка.